# Mikrodermabrasion
Bei der Mikrodermabrasion (zusammengesetzt aus den gr. Begriffen μικρός ‚klein‘, derma ‚Haut‘ sowie lat. Abrasion ‚Abkratzung‘; sinngemäß „kleines Abschleifen von Haut“) handelt es sich um eine kontrollierte, mechanische Abtragung der oberen Hautschichten mit kleinen Kristallen (Aluminiumoxid, Salz, mikrofeiner Sand). Die Kristalle werden mit hoher Geschwindigkeit auf die Haut gestrahlt und durch ein Vakuum wieder abgesaugt.
In seinen Grundzügen entspricht dieses Verfahren dem Sandstrahlen. Behandelt werden mit dieser Methode der Hautabschleifung ohne chemische Wirkstoffe: Faltenbildungen im Gesicht und an Hals/Dekolleté, Narben, Pigmentstörungen, verhornte Hautstellen, Dehnungsstreifen (z. B. nach einer Schwangerschaft), Hautunreinheiten und große Poren. Nicht immer ist eine komplette Beseitigung der Befunde möglich. Es sind meist mehrere Behandlungen nötig, wobei die genaue Anzahl abhängig von der Hautbeschaffenheit, dem Hauttyp und dem zu behandelnden Hautproblem ist. In der Regel werden sechs bis zehn Behandlungen empfohlen, wobei meist die ersten vier Behandlungen im Wochenabstand durchgeführt werden und die folgenden dann monatlich. Der Vorteil dieser Methode liegt darin, dass diese auch für die Hauttypen IV bis VI geeignet ist.

## Effekte der kosmetischen Mikrodermabrasion
- die Haut wird elastischer
- die Poren der Haut werden feiner
- die Festigkeit der Haut nimmt zu
- die Tiefe der Falten reduziert sich deutlich
- die Wirkstoffaufnahme der Haut wird optimiert
- Aktivierung der hauteigenen Collagen- und Elastinproduktion (Tiefeneffekte)

## Kontraindikationen
Bei florider Akne und anderen entzündlichen Hautveränderungen (z. B. Rosazea) sollte die Methode nicht angewendet werden, da diese sich weiter ausdehnen können. Auch bei einer Krebsvorgeschichte sollte dies mit dem behandelnden Arzt abgestimmt werden.

## Komplikationen bei ärztlicher Dermabrasion
Bei geringer Behandlungstiefe kann der ursprüngliche Befund vorhanden bleiben. Bei zu starkem Abschleifen dagegen kann es durch die Beeinträchtigung des Stratum papillare mit den typischen punktförmigen Hautblutungen kommen. Es kann zu Rötungen und Narbenbildung kommen, welche auch langfristig bestehen bleiben können. Aufgrund der Behandlung kann es daher zu einer ästhetischen Verschlechterung kommen.
Zystenbildung durch Verschließen von Ausführungsgängen von Hautdrüsen. In diesem Fall müssen die Zysten wieder operativ eröffnet werden.

## Hinweise bei kosmetischer Mikrodermabrasion
Die kosmetische Mikrodermabrasion geht nicht so tief wie die ärztliche Dermabrasion und verletzt daher auch die Haut nicht, so dass bei geschulten Kosmetikerinnen keine Blutungen entstehen (ausgenommen bei der Narbenschleifung, die tiefer geht).
Es kann jedoch in den ersten Tagen nach der Mikrodermabrasion zu einer Verschlechterung des Hautbildes bei Menschen kommen, die Hautunreinheiten behandeln lassen, da durch die Mikrodermabrasion die Haut den Impuls bekommt, aus der Tiefe heraus zu arbeiten, und so die Unreinheiten an die Oberfläche bringt. Dies ist aber eher positiv und als gewollt anzusehen. Anschließend sollte sich das Hautbild stark verbessern.